# Андерссон, Харри
Ха́рри А́ндерссон (швед. Harry Andersson; 7 марта 1913 — 6 июня 1996) — шведский футболист, нападающий. В составе сборной Швеции на чемпионате мира 1938 года занял четвёртое место.

## Клубная карьера
В высшем шведском дивизионе Харри играл на позиции центрфорварда в клубе «ИК Слейпнер» из Норрчёпинга. Его дебют за команду пришёлся на 29 июля 1934 года — «ИК Слейпнер» принимал «Эльфсборг». В своём первом сезоне 1934/35 он стал лучшим бомбарбиром лиги с 23 голами. Вместе с командой в сезоне 1936/37 выиграл серебряные медали первенства, а в следующем году уже стал чемпионом. На жизнь Андерссон себе зарабатывал, работая в магазине продавцом, а среди друзей он был больше известен как «Куба-Харри» или просто «Куба».

## Международная карьера
Харри дебютировал за сборную Швеции на чемпионате мира 1938 года, где сыграл три игры. В четвертьфинале против Кубы он сделал хет-трик, что помогло его команде крупно обыграть соперников со счётом 8:0. Эти три игры и три мяча являются для Андерссона единственными за сборную.
| № | Дата         | Место проведения | Противник | Счёт | Голы | Соревнование            |
| - | ------------ | ---------------- | --------- | ---- | ---- | ----------------------- |
| 1 | 12 июня 1938 | Антиб, Франция   | Куба      | 8:0  | 3    | Финальные матчи ЧМ-1938 |
| 2 | 16 июня 1938 | Париж, Франция   | Венгрия   | 1:5  | —    | Финальные матчи ЧМ-1938 |
| 3 | 19 июня 1938 | Бордо, Франция   | Бразилия  | 2:4  | —    | Финальные матчи ЧМ-1938 |

Итого: 3 матча / 3 гола; 1 победа, 0 ничьих, 2 поражения.

## Достижения

### Командные
«ИК Слейпнер»
- Чемпион Швеции: 1937
- Серебряный призёр чемпионата Швеции: 1938

Сборная Швеции
- Четвёртое место на чемпионате мира: 1938

### Личные
- Лучший бомбардир чемпионата Швеции: 1935